# Батарейка B

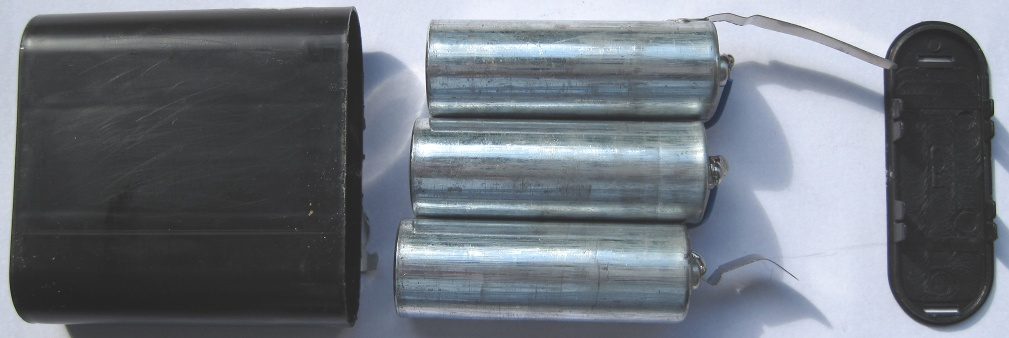
Три елементи R12 в батареї 3R12

B (також R12, 336) — типорозмір гальванічних елементів широкого застосування.
Три таких елементи є складовими батареї 3R12 (3336, КБС).

## Область застосування
В СРСР елементи 336 окремо застосовувалися вкрай рідко — в дозиметрах, у військових приладах хімічної розвідки (підсвічування приладу при роботі в нічний час). У побутовій радіоелектронній апаратурі елементи 336 практично не застосовувалися (ампервольтомметр ПР-5М живився від одного елемента 336) і у вільний продаж не надходили.

## Технічні характеристики
- Довжина: 60 мм, діаметр: 21,5 мм.
- Ємність при розряді малими струмами, що не перевищують десятки мА:
  - Сольовий елемент: 600 мА·г.
  - Лужний елемент 800 мА·г.